# Marie-Michèle Gagnon
Marie-Michèle Gagnon (ur. 25 kwietnia 1989 w Lévis) – kanadyjska narciarka alpejska, zdobywczyni Małej Kryształowej Kuli Pucharu Świata.

## Kariera
Na arenie międzynarodowej Marie-Michèle Gagnon po raz pierwszy pojawiła się 11 grudnia 2004 roku w Val Saint-Côme, gdzie w zawodach FIS Race w slalomie zajęła dziesiąte miejsce. W 2006 roku wystartowała na mistrzostwach świata juniorów w Québecu, gdzie jej najlepszym wynikiem było 45. miejsce w gigancie. Jeszcze dwukrotnie startowała na imprezach tego cyklu, najlepszy wynik osiągając podczas rozgrywanych trzy lata później mistrzostw świata juniorów w Garmisch-Partenkirchen, gdzie zajęła dziewiąte miejsce w gigancie.
W zawodach Pucharu Świata zadebiutowała 13 grudnia 2008 roku w La Molina, gdzie nie zakwalifikowała się do drugiego przejazdu giganta. Pierwsze pucharowe punkty wywalczyła 25 stycznia 2009 roku w Cortina d’Ampezzo, zajmując dziewiąte miejsce w tej samej konkurencji. Na podium po raz pierwszy stanęła 10 marca 2012 roku w Åre, zajmując trzecie miejsce w slalomie. W zawodach tych wyprzedziły ją jedynie Niemka Maria Höfl-Riesch oraz Veronika Zuzulová ze Słowacji. Blisko dwa lata później, 12 stycznia 2014 roku w Altenmarkt, odniosła swoje pierwsze zwycięstwo, wygrywając superkombinację. Najlepsze wyniki osiągała w sezonie 2013/2014, kiedy zajęła trzynaste miejsce w klasyfikacji generalnej, a w klasyfikacji superkombinacji wywalczyła Małą Kryształową Kulę.
W 2010 roku wystartowała na igrzyskach olimpijskich w Vancouver, zajmując 21. miejsce w gigancie i 31. miejsce w slalomie. Na rozgrywanych cztery lata później igrzyskach olimpijskich w Soczi jej najlepszym wynikiem było dziewiąte miejsce w slalomie. Była też między innymi ósma w gigancie podczas mistrzostw świata w Schladming w 2013 roku oraz dziesiąta w slalomie podczas rozgrywanych dwa lata później mistrzostw świata w Vail/Beaver Creek. Ponadto na mistrzostwach świata w Sankt Moritz w 2017 roku była szósta w superkombinacji.
Po sezonie 2022/2023 zakończyła karierę.

## Osiągnięcia

### Igrzyska olimpijskie
| Miejsce | Dzień     | Rok  | Miejscowość | Konkurencja     | Czas biegu | Strata | Zwyciężczyni        |
| ------- | --------- | ---- | ----------- | --------------- | ---------- | ------ | ------------------- |
| 21.     | 25 lutego | 2010 | Vancouver   | Gigant          | 2:27,11    | +1,78  | Viktoria Rebensburg |
| 31.     | 26 lutego | 2010 | Vancouver   | Slalom          | 1:42,89    | +6,62  | Maria Riesch        |
| DNF2    | 10 lutego | 2014 | Soczi       | Superkombinacja | 2:34,62    | -      | Maria Höfl-Riesch   |
| DNF1    | 15 lutego | 2014 | Soczi       | Supergigant     | 1:26,18    | -      | Anna Fenninger      |
| DNF1    | 18 lutego | 2014 | Soczi       | Gigant          | 2:36,87    | -      | Tina Maze           |
| 9.      | 21 lutego | 2014 | Soczi       | Slalom          | 1:44,54    | +2,83  | Mikaela Shiffrin    |
| 14.     | 11 lutego | 2022 | Pekin       | Supergigant     | 1:13,51    | +1,14  | Lara Gut-Behrami    |
| 8.      | 15 lutego | 2022 | Pekin       | Zjazd           | 1:31,87    | +1,58  | Corinne Suter       |

### Mistrzostwa świata
| Miejsce | Dzień     | Rok  | Miejscowość       | Konkurencja     | Czas biegu | Strata | Zwyciężczyni       |
| ------- | --------- | ---- | ----------------- | --------------- | ---------- | ------ | ------------------ |
| DNF1    | 12 lutego | 2009 | Val d’Isère       | Gigant          | 2:03,49    | -      | Kathrin Hölzl      |
| DNF1    | 14 lutego | 2009 | Val d’Isère       | Slalom          | 1:51,80    | -      | Maria Riesch       |
| 22.     | 8 lutego  | 2011 | Ga-Pa             | Supergigant     | 1:23,82    | +2,50  | Elisabeth Görgl    |
| DNF2    | 11 lutego | 2011 | Ga-Pa             | Superkombinacja | 2:43,23    | -      | Anna Fenninger     |
| 23.     | 17 lutego | 2011 | Ga-Pa             | Gigant          | 2:20,54    | +2,78  | Tina Maze          |
| DNF1    | 19 lutego | 2011 | Ga-Pa             | Slalom          | 1:45,79    | -      | Marlies Schild     |
| 8.      | 14 lutego | 2013 | Schladming        | Gigant          | 2:08,06    | +2,63  | Tessa Worley       |
| 13.     | 16 lutego | 2013 | Schladming        | Slalom          | 1:39,85    | +1,85  | Mikaela Shiffrin   |
| DNF     | 3 lutego  | 2015 | Vail/Beaver Creek | Supergigant     | 1:10,29    | -      | Anna Fenninger     |
| DNF1    | 9 lutego  | 2015 | Vail/Beaver Creek | Superkombinacja | 2:33,37    | -      | Tina Maze          |
| 23.     | 12 lutego | 2015 | Vail/Beaver Creek | Gigant          | 2:19,16    | +4,01  | Anna Fenninger     |
| 10.     | 14 lutego | 2015 | Vail/Beaver Creek | Slalom          | 1:38,48    | +2,93  | Mikaela Shiffrin   |
| 19.     | 7 lutego  | 2017 | Sankt Moritz      | Supergigant     | 1:32,34    | +1,96  | Nicole Schmidhofer |
| 6.      | 10 lutego | 2017 | Sankt Moritz      | Superkombinacja | 1:58,88    | +1,27  | Wendy Holdener     |
| 20.     | 16 lutego | 2017 | Sankt Moritz      | Gigant          | 2:05,55    | +3,04  | Tessa Worley       |
| 20.     | 18 lutego | 2017 | Sankt Moritz      | Slalom          | 1:37,27    | +3,98  | Mikaela Shiffrin   |
| 21.     | 5 lutego  | 2019 | Åre               | Supergigant     | 1:04,89    | +2,02  | Mikaela Shiffrin   |
| 14.     | 8 lutego  | 2019 | Åre               | Superkombinacja | 2:02,13    | +2,62  | Wendy Holdener     |
| 32.     | 10 lutego | 2019 | Åre               | Zjazd           | 1:01,74    | +2,32  | Ilka Štuhec        |
| 23.     | 14 lutego | 2019 | Åre               | Gigant          | 2:01,97    | +3,24  | Petra Vlhová       |
| 6.      | 11 lutego | 2021 | Cortina d’Ampezzo | Supergigant     | 1:25,51    | +0,78  | Lara Gut-Behrami   |
| 13.     | 13 lutego | 2021 | Cortina d’Ampezzo | Zjazd           | 1:34,27    | +1,22  | Corinne Suter      |
| DNF2    | 15 lutego | 2021 | Cortina d’Ampezzo | Superkombinacja | 2:07,22    | -      | Mikaela Shiffrin   |

### Mistrzostwa świata juniorów
| Miejsce | Dzień    | Rok  | Miejscowość | Konkurencja | Czas biegu | Strata | Zwyciężczyni          |
| ------- | -------- | ---- | ----------- | ----------- | ---------- | ------ | --------------------- |
| DNF1    | 3 marca  | 2006 | Québec      | Zjazd       | 1:13,51    | -      | Marianne Abderhalden  |
| DNF2    | 4 marca  | 2006 | Québec      | Slalom      | 1:37,30    | -      | Maria Pietilä-Holmner |
| 45.     | 7 marca  | 2006 | Québec      | Gigant      | 2:22,43    | +10,23 | Tina Weirather        |
| DNF     | 7 marca  | 2007 | Altenmarkt  | Zjazd       | 1:39,69    | -      | Tina Weirather        |
| 45.     | 8 marca  | 2007 | Altenmarkt  | Gigant      | 2:14,90    | +9,61  | Nicole Schmidhofer    |
| 15.     | 9 marca  | 2007 | Altenmarkt  | Supergigant | 1:19,34    | +2,24  | Nicole Schmidhofer    |
| DNF1    | 11 marca | 2007 | Altenmarkt  | Slalom      | 1:44,23    | -      | Ilka Štuhec           |
| DNF2    | 1 marca  | 2009 | Ga-Pa       | Slalom      | 1:42,07    | -      | Denise Feierabend     |
| 9.      | 2 marca  | 2009 | Ga-Pa       | Gigant      | 2:45,81    | +2,83  | Viktoria Rebensburg   |
| 24.     | 3 marca  | 2009 | Ga-Pa       | Supergigant | 1:19,80    | +3,57  | Viktoria Rebensburg   |

### Puchar Świata

#### Miejsca w klasyfikacji generalnej
- sezon 2008/2009: 73.
- sezon 2009/2010: 103.
- sezon 2010/2011: 29.
- sezon 2011/2012: 21.
- sezon 2012/2013: 21.
- sezon 2013/2014: 13.
- sezon 2014/2015: 28.
- sezon 2015/2016: 16.
- sezon 2016/2017: 14.
- sezon 2017/2018: 86.
- sezon 2018/2019: 46.
- sezon 2019/2020: 63.
- sezon 2020/2021: 24.
- sezon 2021/2022: 36.

#### Miejsca na podium w zawodach
1. Åre – 10 marca 2012 (slalom) – 3. miejsce
2. Altenmarkt − 11 stycznia 2014 (superkombinacja) – 1. miejsce
3. Crans-Montana − 15 lutego 2016 (slalom) – 3. miejsce
4. Soldeu − 28 lutego 2016 (superkombinacja) – 1. miejsce
5. Garmisch-Partenkirchen − 30 stycznia 2021 (supergigant) – 3. miejsce